# Irwin (Idaho)
Irwin – miasto w Stanach Zjednoczonych, w stanie Idaho, w hrabstwie Bonneville.